# Napad na Doneck (19. september 2022)
Napad na Doneck 19. septembra 2022 je bil raketni napad na pokrito tržnico v središču Donecka v Donecki ljudski republiki ali Ukrajini. V napadu na trg Bakujskih komisarjev je umrlo 16 ljudi. Krajevne oblasti so sporočile, da je v Kujbiševski rajon Donecka iz vasi zahodno od mesta priletelo devet 150 mm granat. Sprva so poročali, da je umrlo 13 ljudi, nekaj ur pozneje pa so lokalni mediji poročali, da je številka zrasla na 16.
Predsednik Donecke ljudske republike Denis Pušilin je poudaril, da je ukrajinska vojska namerno ciljala civiliste na avtobusnem postajališču, v trgovini in banki.
Župan Donecka Aleksej Kulemzin je dejal, da je v obstreljevanju umrlo 13 ljudi, vključno z dvema otrokoma. Število ranjenih ostaja neznano. Ukrajina obstreljevanja ni komentirala. Reutersov novinar je na prizorišču videl truplo najstnika in še štiri trupla in več ranjenih.